# Vintage Jag Works
Vintage Jag Works ist ein US-amerikanischer Hersteller von Automobilen.

## Unternehmensgeschichte
Walt Osborne gründete Ende der 1980er Jahre das Unternehmen. Als Sitz ist anfangs Murray in Utah angegeben. Zunächst war es eine Autowerkstatt für Fahrzeuge von Jaguar. 1991 begann die Produktion von Automobilen. Der Markenname der in Handarbeit gefertigten Fahrzeuge lautet Vintage Jag Works. 1993 zog das Unternehmen nach Idaho. Am 9. Oktober 2003 wurde es in Blackfoot in Idaho registriert.

## Fahrzeuge
Das einzige Modell ist die Nachbildung des Rennsportwagens Jaguar C-Type. Ein Gitterrahmen bildet die Basis. Viele Teile wie die Motoren, die Lenkung und die Hinterachse stammen von Jaguar. Die Karosserie besteht aus Fiberglas. Die Fahrzeuge sind dem Vorbild entsprechend nur mit Rechtslenkung erhältlich.